# Walter E. Piatt

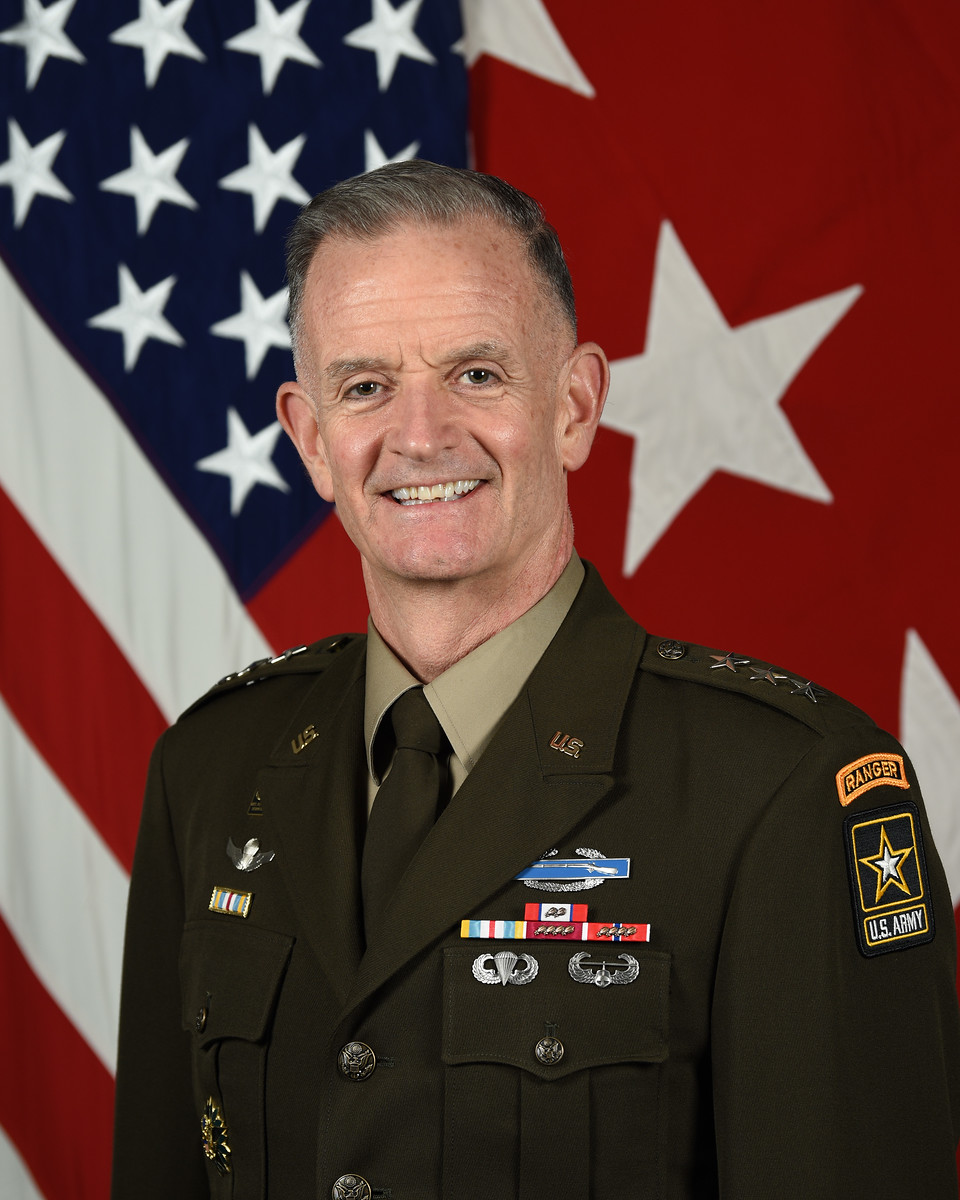
Walter E. Piatt (2021)

Walter E. Piatt (* 12. September 1961 in Homestead, Allegheny County, Pennsylvania) ist ein pensionierter Generalleutnant der United States Army. Er war unter anderem Kommandeur der 10. Gebirgsdivision.
Im Jahr 1979 trat Walter Piatt als einfacher Soldat dem US-Heer bei, in dem er vier Jahre lang bei der Infanterie tätig war. Über das ROTC-Programm der Lock Haven University of Pennsylvania gelangte er im Jahr 1987 in das Offizierskorps des US-Heeres. In der Armee durchlief er anschließend alle Offiziersränge vom Leutnant bis zum Drei-Sterne-General.
Im Lauf seiner militärischen Karriere absolvierte er den für Offiziere in den entsprechenden Rangstufen üblichen Dienst in unterschiedlichen Einheiten und Standorten. Dazu gehörten auch Aufgaben als Stabsoffizier in verschiedenen Hauptquartieren. Piatt war unter anderem in Südkorea, am Panamakanal, auf Hawaii, in Alaska und in Deutschland stationiert. Militärische Einsätze hatte er in Bosnien, im Kosovo, im Irak und in Afghanistan. Dabei kommandierte er Einheiten auf fast allen Ebenen. Er war unter anderem Kommandeur einer Brigade der 25. Infanteriedivision in Hawaii. In den Jahren 2011 und 2012 bekleidete er das Amt des Kommandeurs (Leiters) der United States Army Infantry School. Danach war er von Juni 2012 bis zum Juni 2013 Leiter der Stabsabteilung für Operationen G3 bei der 10. Gebirgsdivision. 
In den Jahren 2013 und 2014 war Piatt Kommandeur des 7th Army Training Commands in Grafenwöhr. Anschließend wurde er nach Wiesbaden versetzt wo er stellvertretender Kommandeur und Stabschef von USAREUR wurde, deren Hauptquartier gerade von Heidelberg nach Wiesbaden verlegt worden war. Diese Aufgabe nahm er bis zum Jahr 2015 wahr. Anschließend war er bis 2016 Abteilungsleiter im Heeresministerium.
Zwischen April 2017 und Mai 2019 kommandierte Walter Piatt die 10. Gebirgsdivision. Mit dieser Division wurde er im März 2018 in den Irak versetzt, wo er noch zusätzliche Aufgaben bei den dort stationierten Einheiten wahrnahm. Nach dem Ende seiner Zeit als Divisionskommandeur wurde Piatt unter Beförderung zum Generalleutnant zum Stab des Chief of Staff of the Army versetzt. Dort bekleidete er bis 2024 das Amt des Director of the Army Staff. 
Beim Sturm auf das Kapitol in Washington im Januar 2021 verhielt sich Piatt zögerlich beim angeforderten Einsatz der Nationalgarde zur Niederschlagung der Unruhen. Diese wurde dann doch noch eingesetzt. Piatts ursprüngliches Verhalten hatte negative Auswirkungen auf seine weitere Karriere. Eine später von der Armeeführung geplante Beförderung zum Vier-Sterne-General und die damit geplante Ernennung zum Kommandeur des United States Army Futures Commands scheiterte am Veto der Bundesregierung unter Präsidenten Joe Biden. Somit schied Piatt Anfang 2024 im Rang eines Generalleutnants aus dem aktiven Militärdienst aus.
Im März 2024 wurde Walter Piatt Geschäftsführer des Wounded Warrior Projects.

## Orden und Auszeichnungen
Walter Piatt erhielt im Lauf seiner militärischen Laufbahn unter anderem folgende Auszeichnungen:
- Army Distinguished Service Medal
- Defense Superior Service Medal
- Legion of Merit
- Bronze Star Medal
- Defense Meritorious Service Medal
- Meritorious Service Medal
- Army Commendation Medal
- Army Achievement Medal
- Joint Meritorious Unit Award
- Army Good Conduct Medal
- National Defense Service Medal
- Armed Forces Expeditionary Medal
- Afghanistan Campaign Medal
- Iraq Campaign Medal
- Inherent Resolve Campaign Medal
- Global War on Terrorism Service Medal
- Korea Defense Service Medal
- Humanitarian Service Medal
- NATO-Medaille